# Lassie (Una nova aventura)
Lassie (Una nova aventura) (títol original en alemany, Lassie – Ein neues Abenteuer) és una pel·lícula alemanya del 2023. Explica una nova història sobre la Lassie, un collie de pèl llarg. El personatge va ser creat l'any 1938 per l'escriptor estatunidenc Eric Knight. Des de llavors, ha estat el focus de molts llargmetratges i sèries de televisió. S'ha doblat al català.
La pel·lícula es va estrenar als cinemes d'Alemanya el 27 de juliol de 2023.
La nova adaptació cinematogràfica segueix la pel·lícula Lassie – Eine abenteuerliche Reise del 2020.

## Sinopsi
La gossa Lassie està en una missió de rescat juntament amb el seu millor amic (Flo) i els seus nous amics: Henri, Kleo i la petita Pippa, una terrier de Jack Russell. Aquesta vegada, les habilitats detectivesques de Lassie són especialment necessàries per a arribar al fons de les misterioses desaparicions de diversos gossos de pedigrí.